# Lingadhalli(Karamungi), Aurad
Lingadhalli(Karamungi) là một làng thuộc tehsil Aurad, huyện Bidar, bang Karnataka, Ấn Độ.